# Дейкаловский сельский совет (Зеньковский район)
Дейкаловский сельский совет (укр. Дейкалівська сільська рада) — входит в состав
Зеньковского района
Полтавской области
Украины.
Административный центр сельского совета находится в 
с. Дейкаловка.

## Населённые пункты совета
- с. Дейкаловка
- с. Ищенковка
- с. Подозерка
- с. Песчанка